# Antonin Chomel
Pour les articles homonymes, voir Chomel.
Antonin Léonce Chomel, né le 25 février 1889 à Lyon et mort le 2 avril 1964 à Lyon, est un architecte français. Il est le fils de l'architecte Augustin Chomel et le père des architectes Jean Chomel et Alain Chomel,.

## Biographie
Antonin Chomel est le fils de l'architecte Augustin Chomel dont il suit la voie. Il fait ses études à Lyon, d'abord à l'Institution des Chartreux, puis à l'école des Beaux-Arts de Lyon dans l'atelier de Tony Garnier. 
Il est inscrit à l'atelier Huguet le 14 octobre 1907.
Ensuite, il continue à l'école des Beaux-Arts de Paris, dans l'atelier de Pascal Recourat .
Il participe à la guerre de 1914-1918, d'abord dans les Vosges, puis en Macédoine.
De 1920 à 1940, il est associé à l'architecte Pierre Verrier.
Il est membre de la Société académique d'architecture de Lyon depuis 1921.
En 1953, il est président du conseil de l'ordre des architectes de la circonscription de Lyon.
Les archives de son agence sont conservées à la Société académique d'architecture de Lyon, fonds 25B.

## Réalisations
- Bron :
  - Aéroport de Lyon-Bron[5],[8]
- Bourg-en-Bresse :

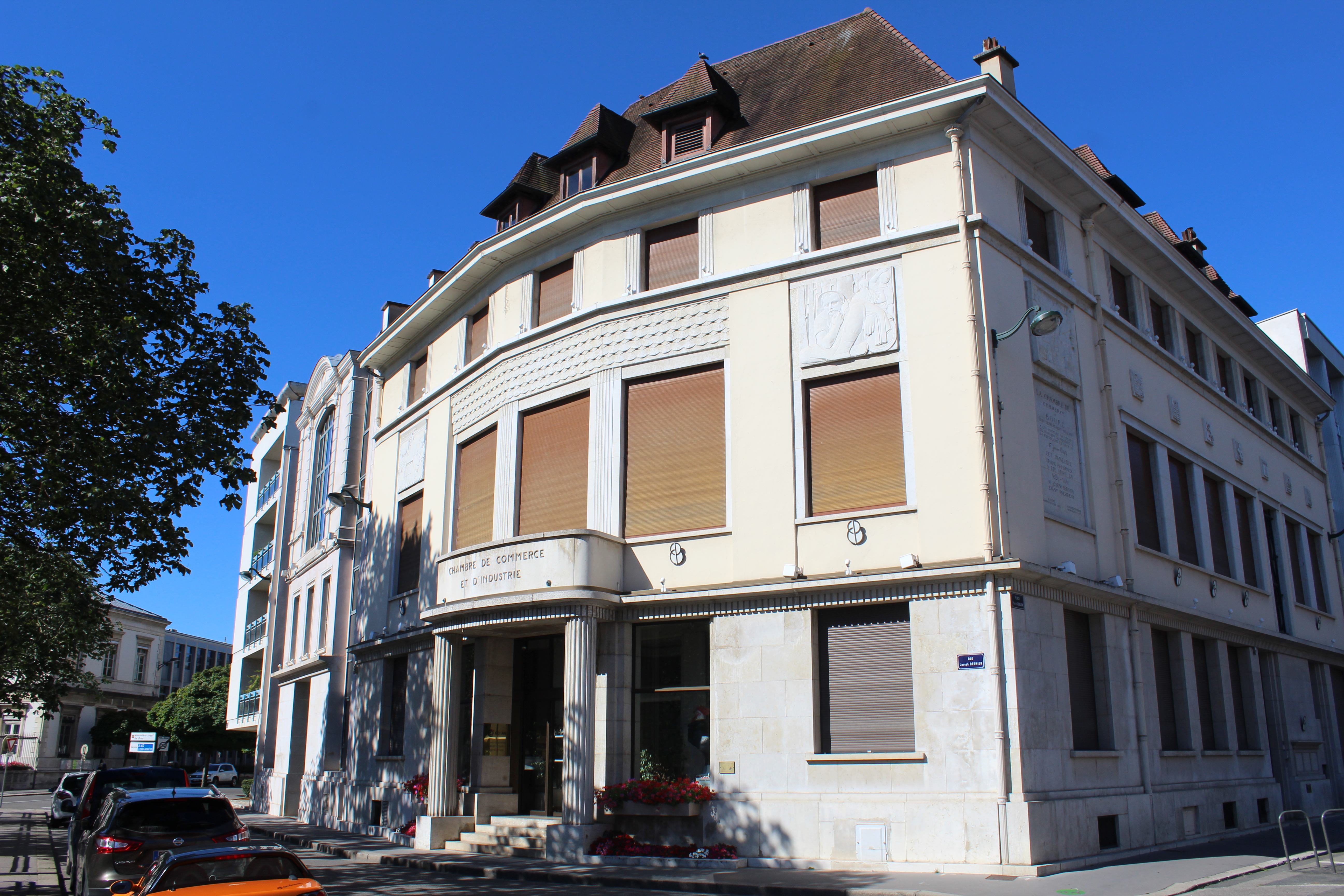
Chambre de commerce de Bourg-en-Bresse

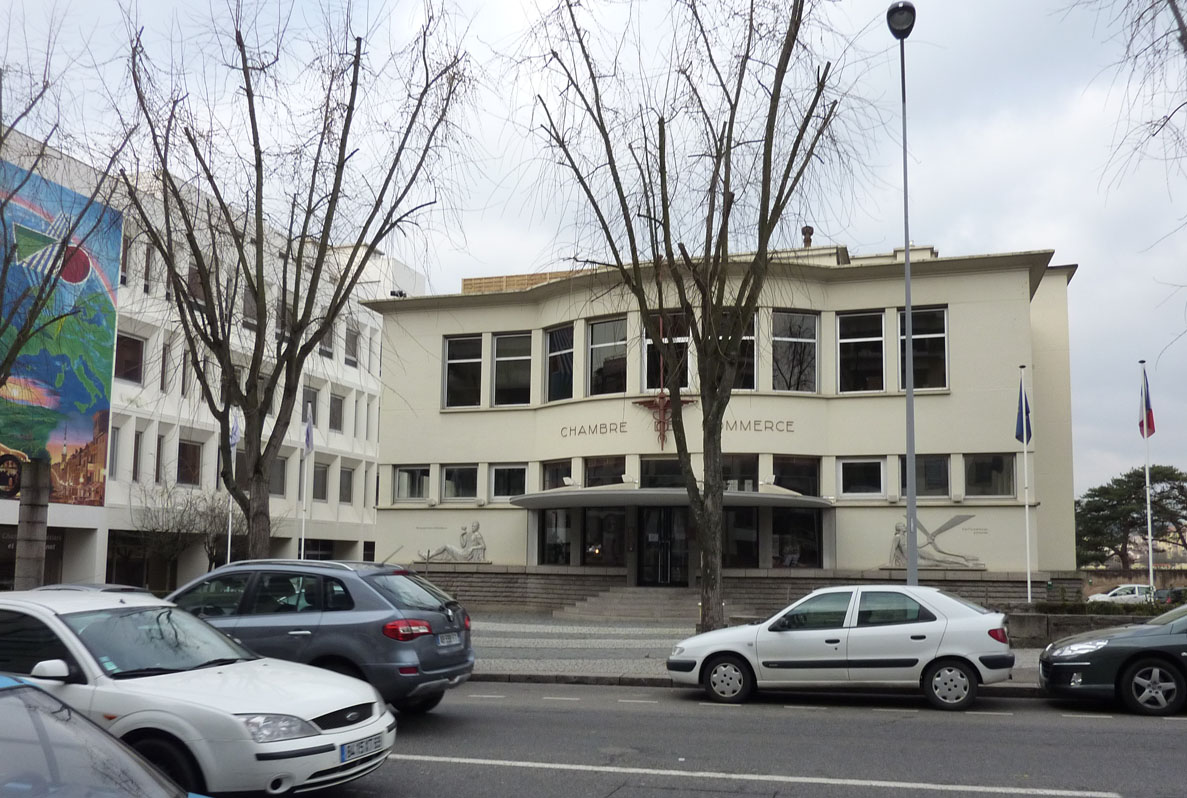
Chambre de commerce de Villefranche-sur-Saône

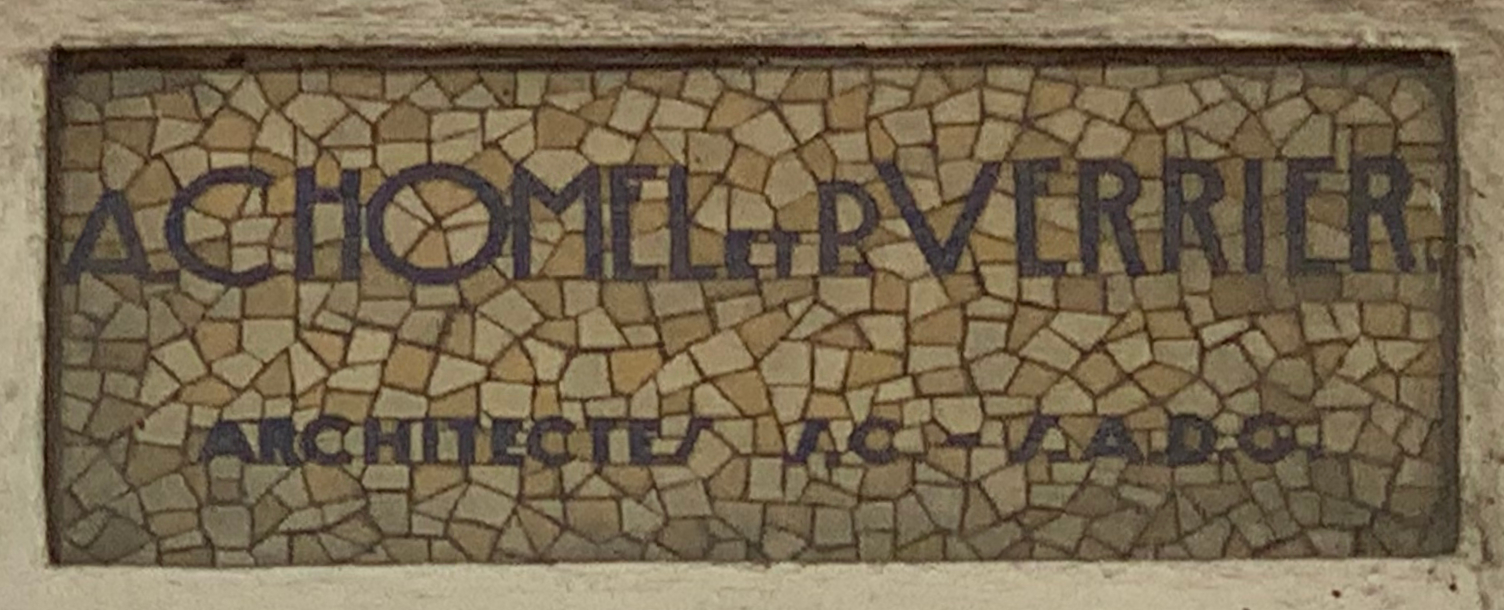
63 Avenue Félix Faure (Lyon) - architectes Antonin Chomel et Pierre Verrier (1934)

  - Hôtel de la chambre de commerce de Bourg-en-Bresse, lauréat du concours, en 1928, avec Pierre Verrier[5].
- Villefranche-sur-Saône :
  - Hôtel de la chambre de commerce de Villefranche-sur-Saône, lauréat du concours, en 1931, avec Pierre Verrier[5].
- Niévroz :
  - Barrage de Jons, sur le Rhône, pour le compte de la Société des forces motrices du Rhône[9], avec Robert Giroud.
- Pont-en-Royans
  - Centrale hydroélectrique de Pont-en-Royans[9].
- Bourg-de-Péage
  - Centrale hydroélectrique de Bourg-de-Péage[9].
- Lyon
  - Bureaux de la société des câbles de Lyon, à Lyon, dans le quartier de Gerland[9].
  - Bureaux de la Compagnie nationale du Rhône (CNR)[9].
  - Bureaux du Port Édouard-Herriot, à Lyon[9].
  - Musée des Tissus et des Arts décoratifs, aménagements[9].
  - Ensemble de logements dans le quartier de Ménival à Lyon.
  - Hôpital neurologique de Lyon-Bron.
  - 63 avenue Félix-Faure à Lyon , en 1934 [10]
  - Immeuble 35 rue Duquesne à Lyon, en 1936 [11]
  - Trois immeubles 41- 45 rue de Créqui, à Lyon, en 1935[12]

## Style
Marqué par l'enseignement et les réalisations de Tony Garnier, il appartient au mouvement moderne en architecture. À propos de l'hôtel de la chambre de commerce de Villefranche-sur-Saône, Marie-Hélène Chazelle écrit : « La physionomie générale de l’édifice, basée sur une recherche de fonctionnalité, avec de nombreuses baies larges et des corniches aux lignes nettes, n’est pas sans rappeler l’art de Tony Garnier, dont on retrouve ici l’influence manifeste de l’hôtel de ville de Boulogne-Billancourt (1934) ».

## Distinction
Il est fait chevalier de la Légion d'honneur, le 13 mars 1933.